# Ono Daiszuke
Ono Daiszuke (japánul: 小野大輔, Hepburn-átírással: Ono Daisuke) (Kócsi, Kócsi prefektúra, 1978. május 4. –) japán szeijú, énekes. Jelenleg szabadúszó szeijú.

## Karrier
Érettségi után felköltözött Tokióba, ahol  a Nihon Daigaku művészeti karán  a televízióműsor-készítésről tanult, azonban  sikerélmény híján a rádióműsor-készítés kezdte el inkább érdekelni.  Ott meghívták a csoporttársai,  hogy vegyen részt egy rádiós hangjáték készítésében, ahol készítő helyett a seiyū pozíciójába került. Ez lett a kiváltó oka, hogy a seiyū szakmát tűzte ki célul.  Egyetemi évei alatt az Aoni-juku vasárnapi óráira járt, majd később a Mausu Promotion seiyū gyakorlóiskolájába is.
2001-ben debütált a Fullmetal Panic c. animében. Pályafutása elején leginkább külföldi filmekben szinkronizált, a glee amerikai sorozatban Finn Hudson-nek adja a hangját. 
2007-től elkezdte zenei karrierjét, első minialbuma  a „Hinemosu” volt, néhány dalának ő írta a dalszövegét.  Saját dalait 2008-tól kezdve a minden év végén megrendezésre kerülő „Original Entertainment Paradise” koncerten előadja Suzumura Kenichi, Morikubo Shōtarō és Terashima Takuma seiyū társai mellett.
2007-től Kamiya Hiroshival együtt közös rádióműsort vezet , a Dear Girl ~Stories~-t, amiben megszületett a MASOCHISTIC ONO BAND , és ő lett az együttes  vezérénekese.
Koizumi Itsuki(Suzumiya Haruhi no Yūtsu) és Sebastian Michaelis (Kuroshitsuji) hozták számára az első sikereket, amiknek köszönhetően  ismertté vált.  Utóbbi szerepéért 2010-ben a 2. Seiyū Awardson megnyerte a Legjobb Főszereplő Díjat.

## Személyiség
Családjának van egy bútorüzlete Kōchiban , gyerekkorában sokat játszadozott az üzletben. Van egy bátyja, aki állatorvos. Szülei a legnagyobb rajongói,  ami édesanyjára különösen igaz.
Mottója: „ Az elvárást áruld el. Szárnyald túl azokat.” 
Nem szereti a kísértettörténeteket, se a horror filmeket, és időbe telik, ha a munkája miatt meg  kell néznie.
Nagyon szereti a sintó és buddhista templomokat, illetve a buddha-szobrokat csodálni.  Egyik kedvenc mangája a Jojo Kimyō na bōken.  Szereti a futballt, általános iskolában versenyekre  is járt.  Kedvenc  labdarúgó-bajnoka Ryan Giggs a Manchester Unitedból, és az argentin bajnok, Juan Sebastián Verón. 
2010-ben megválasztották szülővárosa jelképes nagykövetének.
Becenevét, az OnoD-t onnan kapta, hogy kollégái közt elég sok Daisuke van, és Horiuchi Kenyū egy event során mikor Daisukét hívta sokan reagáltak rá, és ennek kapcsán született meg a becenév. Később Kishio Daisukével, Sakaguchi Daisukével, Namikawa Daisukével és Hirakawa Daisukével együtt megalapították a DAISUKE nevű együttest.
Valamint a ’78-as születésű társaival, Kondō Takayukival, Suganuma Hisayoshival, Tachibana Shinnosukével, Hino Satoshival, Fukuyama Junnal és Majima Junjival a DABA együttest is megalakították, amiben a Masashi nevet viseli. 
Specialitása a currykészítés, a mazsolát utálja.

## Díjak
- 2015. 9. Seiyū Awards Legjobb Személyiség Díja, 1. Aniraji Awards  Remény Díja (Rajikamon rádióműsor), Tokió Anime Awards Festival Anime of the Year kategóriában  Seiyū Díja
- 2011. Animage Anime Grandprix kategóriában Grandprix Díja
- 2010. 4. Seiyū Awards Legjobb Főszereplő Díja
- 2008. 2. Seiyū Awards Legjobb Mellékszereplő Díja

## Diszkográfia
Single
- 2008.Amaoto
- 2008. Manatsu no Spica
- 2009.Kinmokusei
- 2010.Netsuretsu ANSWER
- 2011.DELIGHT
- 2012.Lunar Maria
- 2014. Mission D
- 2015. Hero

Album
- 2009.Kazahana

Minialbum
- 2007. Hinemosu
- 2013. DOWNSTAIRS
- 2013. UPSTAIRS
- 2015. Doors

## Főbb szerepek
- Suzumiya Haruhi no Yūtsu (Koizumi Itsuki)
- Kuroshitsuji ( Sebastian Michaelis)
- Durarara ( Heiwajma Shizuo)
- Working (Satō Jun)
- BRAVE10 ( Kirigakure Saizō)
- Magi The labyrinth of magic ( Sindbad)
- Shingeki no Kyojin ( Erwin Smith)
- Barakamon ( Handa Seishū)
- Gogure! Kokkuri-san ( Kokkuri-san)
- Jojo Kimyō na Bōken ( Kujō Jōtarō)
- Nanatsu no Taizai (Drole)